# Björkholmen
Björkholmen er en ø i Blekinges skærgård i Sverige. Den er også en bydel, og sammen med øerne Trossö og Pottholmen, udgør den størstedelen af Karlskronas centrum.
På Björkholmen boede tidligere værftsarbejderne fra det den svenske flådes skibsværft Karlskronavarvet. Arbejderne boede i små, lave træhuse, hvoraf nogle få fra 1700-tallet er bevaret.
56°09′41″N 15°34′20″Ø / 56.1614°N 15.5722°Ø